# Сарухан (санджак)
Сарухан — санджак, административно-территориальная единица Османской империи в 1410—1923 гг. Столица — Маниса.

## История
В 1410 году эмират Саруханогуллары был полностью захвачен османами и включен в состав Османской империи. В границах эмирата образован одноимённый санджак.
В 1437—1595 гг. наместниками Сарухана были будущие османские султаны Сулейман I и Мехмед III.
В 1595 году когда Мехмед III стал султаном, традиция назначать правителями административных единиц детей султанов была отменена. Кроме того, Османская империя была разделена на две провинции, Румелию и Анатолию, с точки зрения управления. Провинции делились на санджаки, а санджаки — на районы. Управление Саруханом было передано «губернаторам» санджак-беям.
В 1595—1836 гг. санджак Сарухан входил в провинцию Анатолия с центром в Кютахье. Уездами Сарухана на 1628 год были Фочалар, Гюзелдже Хисар, Гёрдык, Акхисар, Мармара, Илиджа, Адала, Мендехорья (Менемен), Салихли, Касаба (Тургутлу), Борлу, Демирджи, Гёрдес и Каяджик.
В 1836 году Сарухан передан в провинцию Айдын.
В 1845 году статус Сарухан был увеличен до уровня провинции, однако в 1847 году Сарухан вновь включен в провинцию Айдын.
После войны за независимость Сарухан отделен от Айдына и стал отдельным санджаком, со значительными территориальными изменениями (к примеру Фоча отошла к Измиру).
В 1924 году Санджак Сарухан переименован в Ил Сарухан, согласно новым названиям административно-территориальных единиц Турции.
В целях унификации названия административной единицы и её центра (ил Сарухан многие в обиходе называли Манисой по названию центра), указом от 24 октября 1926 г. под номером 4248 Ил Сарухан переименован ил Маниса.
Название Сарухан в настоящее время сохранилось в название ильче Саруханлы.